# Římskokatolická farnost Okříšky
Římskokatolická farnost Okříšky je územní společenství římských katolíků v Okříškách, s farním kostelem Jména Panny Marie. Do farnosti náleží pouze území městyse Okříšky.

## Duchovní správci
Duchovním správcem farnosti je farář z přibyslavické farnosti. Od 1. srpna 2012 je jím P. Mgr. Jacek Kruczek.

## Bohoslužby
| Kostel            | Místo   | Bohoslužba (den)      | Hodina                         | Poznámka     |
| ----------------- | ------- | --------------------- | ------------------------------ | ------------ |
| Jména Panny Marie | Okříšky | neděle středa čtvrtek | 9.30 17.00 (zima)/18.00 (léto) | farní kostel |

## Aktivity ve farnosti
Dnem vzájemných modliteb farností za bohoslovce a bohoslovců za farnosti brněnské diecéze je 11. červen. Adorační den připadá na 9. července.